# ATTACK (AAA專輯)
「ATTACK」是AAA的第1枚原創專輯。於2006年1月1日發行。唱片公司為avex trax。

## 概要
- 收錄第1張單曲「BLOOD on FIRE」至第4張單曲「DRAGON FIRE」的4首A面曲，和新曲「Welcome to This World」、「VIRGIN F」等，共12首曲目。
- 本作分「CD+DVD」、「CD ONLY」和「Half ALBUM」3種版本。「CD+DVD」和「CD ONLY」為「Full ALBUM」，有12首曲目；「Half ALBUM」為此作的迷你專輯版本。
- 「CD+DVD」版本收錄了首次迷你演唱會「明天是FridayParty!!」
- 在1月16日於公信榜專輯週排行榜取得第16位

## 收錄內容

### CD
1. BLOOD on FIRE
（（作詞：ササキオサム 作曲：渡辺未來 Rap詞：日高光啓）
1st單曲・電影「頭文字D THE MOVIE」的主題曲、東京電視台節目「激走!GT」的片尾曲和Arcade遊戲「jubeat」歌曲
2. DRAGON FIRE
（作詞・作曲・編曲：清水昭男）
4th單曲・TBS電視台節目「アイチテル!」12月～1月的片尾曲
3. Welcome to This World
（作詞・作曲：SOTARO & KEN 編曲：h-wonder）
4. 太陽
（作詞・作曲：川井健　編曲：田辺恵二）
迷你專輯「alohAAA!」的收錄曲
5. 美麗的天空（きれいな空）
（作詞・作曲：原広明　編曲：松原憲）
3rd單曲・日本電視台節目「TVおじゃマンボウ」10月〜12月片尾曲
6. 最強Babe
（作詞：motsu 作曲・編曲：face 2 fAKE）
西島隆弘・浦田直也・日高光啓・與真司郎・末吉秀太主唱
7. Get or Lose
（作詞：森浩美 作曲：林田健司 編曲：田辺恵二）
宇野實彩子・伊藤千晃・後藤友香里主唱
8. 邂逅的力量（出逢いのチカラ）
（作詞：Kenn Kato 作曲・編曲：face 2 fAKE）
西島隆弘・宇野實彩子主唱
9. Friday Party
（作詞：m.c.A・T 作曲：Akio Togashi）
2nd單曲・日本電視台「スポーツうるぐす」10月〜11月的主題曲、「音楽戦士 MUSIC FIGHTER」10月的片尾曲
10. VIRGIN F
（作詞：motsu 作曲・編曲：後藤次利）
迷你專輯「alohAAA!」的收錄曲
11. 在地球的懷抱裡 （地球に抱かれて）
（作詞：パンタ 作曲・編曲：十川知司）
迷你專輯「alohAAA!」的收錄曲
12. 我們的手（ボクラノテ）
（作詞・作曲：石田匠 編曲：REO）

### CD（Half ALBUM）
1. BLOOD on FIRE
2. DRAGON FIRE
3. Welcome to This World
4. 美麗的天空
5. Friday Party
6. 在地球的懷抱裡

### DVD

#### 明天是FridayParty!! Mini Live on 2005.11.03
1. Welcome to This World
2. CRAZY GONNA CRAZY
3. 美麗的天空
4. Friday Party
5. BLOOD on FIRE
6. DRAGON FIRE